# داویت سیمونی آباملیک
داویت سیمونی آباملیک (ارمنی: Դավիթ Սիմեոնի Աբամելիք؛ انگلیسی: David Semyonovich Abamelik؛ ۱۰ مارس ۱۷۷۴ – ۲۳ اکتبر ۱۸۳۳) پرسنل نظامی اهل ارمنستان-روسیه بود. وی از اعضای دودمان آباملیک بود و در جنگ‌های علیه ناپلئون بناپارت (۱۸۰۵–۱۸۰۷ و ۱۸۱۲) شرکت نمود. وی برادر کوچکتر ایوان آباملیک بود.

## زندگی‌نامه
وی در ۱۰ مارس ۱۷۷۴ به دنیا آمد . وی همچنین برنده جوایزی همچون پور لی میریت و نشان آنای مقدس (سنت آنا) شد. وی در ۲۳ اکتبر ۱۸۳۳ در سن ۵۹ سالگی در درسدن درگذشت.